# Havu (langue)
Le havu ou haavu est une langue bantoue parlée par une tribu (les Bahavu) en république démocratique du Congo, dans la province du Sud-Kivu, territoires de Kalehe et Idjwi. La majeure partie de la population qui parle havu vit au bord du lac Kivu.